# Risa Ueno
Vittorie: 145–85 (63%)
Ueno Risa ( 上野 梨紗 ?,  Ueno Risa ; Tokyo, 24 giugno 2006) è una goista giapponese, 3 dan professionista, affiliata alla Nihon Ki-in dal 2019.
Detiene il titolo di Kisei femminile e ha conquistato la prestigiosa Senko Cup.

## Biografia e carriera
Sorella minore di Asami Ueno, Risa è stata allieva di Kazunari Fujisawa 8 dan, padre di Rina Fujisawa. È diventata professionista all'età di 12 anni, la terza goista giapponese più giovane dopo Sumire Nakamura (10 anni e 0 mesi nel 2019) e Rina Fujisawa (11 anni e 6 mesi nel 2011).
L'8 ottobre 2020 ha disputato l'incontro del primo turno della 24ª edizione del Kisei femminile contro Nakamura: la somma delle età delle due goiste era di 25 anni e 10 mesi, la più piccola nella storia del go giapponese.
Il 21 giugno 2022 è stata promossa 2 dan. Tra il novembre 2022 e il marzo 2023 ha partecipato alla lega per la determinazione della sfidante della 34ª edizione del Meijin femminile: con tre vittorie e tre sconfitte non è riuscita a vincere la lega, ma è comunque riuscita a garantirsi un posto nella lega per l'edizione successiva. Una delle sconfitte è stata contro la sorella Asami, la prima volta che le due si sono incontrate ufficialmente.
Tra l'aprile e l'agosto 2023 ha partecipato alla 42ª edizione dell'Hon'inbō femminile: vincendo cinque partite consecutive ha ottenuto il diritto di sfidare per il titolo la detentrice, Fujisawa Rina, in una finale al meglio dei cinque incontri. Tra ottobre e novembre ha disputato la finale, durante la quale è andata due volte in vantaggio, per perdere poi per 2-3 contro la detentrice del titolo Fujisawa.
A febbraio 2023 ha sconfitto Nyu Eiko nell'incontro per determinare la terza partecipante giapponese ai Giochi asiatici. A settembre ha quindi partecipato ai XIX Giochi asiatici ad Hangzhou, come membro della squadra giapponese nella competizione femminile a squadre insieme alla sorella Asami e a Rina Fujisawa. Nel corso del girone di qualificazione ha ottenuto tre vittorie (tra le quali quella contro la taiwanese Yang Zixuan) e due sconfitte (contro la cinese Yu Zhiying e la sudcoreana O Yu-jin), contribuendo al passaggio della squadra giapponese alle semifinali; qui ha incontrato nuovamente e nuovamente perso contro la cinese Yu Zhiying, non riuscendo a qualificarsi alla finale per l'oro. Nella finale per il bronzo, Risa ha vinto contro la professionista di Hong Kong Liu Yuxin, contribuendo al 3–0 con cui la squadra giapponese ha vinto il bronzo. A dicembre ha sconfitto la sorella Asami, ottenendo il diritto di sfidare Nakamura Sumire nella finale per la 27ª edizione del Kisei femminile: si è trattato del secondo incontro ufficiale tra le due sorelle e della prima vittoria di Risa.
La finale della 27ª edizione del Kisei femminile si è disputata tra la fine di gennaio e l'inizio di febbraio 2024: Ueno ha perso il primo incontro, ma ha vinto il secondo e il terzo, vincendo il suo primo titolo femminile. È stata promossa 3 dan.
A gennaio 2025 ha difeso il suo titolo di Kisei femminile, sconfiggendo per 2-0 Mukai Chiaki. A marzo ha vinto la prestigiosa Senko Cup internazionale sconfiggendo la numero uno al mondo, la sudcoreana Choi Jeong. A luglio ha vinto la 10ª edizione della Senko Cup nazionale, sconfiggendo Fujisawa Rina.

## Palmarès
| Nazionali          | Nazionali      | Nazionali |
| Torneo             | Vittorie       | Finalista |
| ------------------ | -------------- | --------- |
| Hon'inbō femminile |                | 1 (2023)  |
| Kisei femminile    | 2 (2024, 2025) |           |
| Senko Cup          | 1 (2025)       |           |
| Internazionali     |                |           |
| Torneo             | Vittorie       | Finalista |
| Senko Cup          | 1 (2025)       |           |
| Totale             | 4              | 1         |